# Amalfi Köztársaság
Az Amalfi Köztársaság vagy Amalfi Hercegség egy független államszervezet volt Dél-Olaszországban a 10-11. században. A köztársaság a bizánci fennhatóság alatt álló Nápolyi Hercegségből vált ki fokozatosan.

## Története
838-ban a Beneventói Hercegségből érkező longobárdok elfoglalták Amalfi városát, de egy évvel később a helyi lakosságnak sikerült elűznie őket. A függetlenségpárti lakosság ezen sikereken felbuzdulva, a szomszédos Atrani városával közösen saját vezetőt, praefectust választott. A névlegesen még mindig Konstantinápolytól függő Amalfi fokozatosan építette ki birodalmát a Földközi-tengeren. 846-ban hajókat küldött Róma védelme érdekében. A nápolyi és gaetai flottákkal egyesülve sikerült 849-ben Ostiánál legyőzniük a szaracénokat. Hatalmas kereskedelmi- és hadiflottájának köszönhetően Genova, Pisa és Velence mellett a Földközi-tenger kereskedelmét uraló négy tengeri köztársaság egyike lett. 897-ben azonban súlyos vereséget szenvedett a Nápoly által támogatott sorrentói seregektől.
914-ben I. Mastalust megválasztották a város első patríciusának (vagy bírájának). 958-ban II. Mastalus gyilkosság áldozata lett, az őt követő I. Sergius pedig felvette a hercegi (vagy dózse) címet és megalapította az önálló Amalfi Hercegséget vagy más néven Amalfi Köztársaságot (Ducatum Amalfitanum). A hercegség parányi területe magába foglalta az összes tengerparti várost Cetarától Positanóig, valamint a Monti Lattari néhány települését is: Tramonti, Lettere, Pimonte. 981 és 983 között, egy rövid ideig sikerült elfoglalnia a longobárd Salernói Hercegséget is.
A Földközi-tenger fontosabb fővárosaiban, mint Córdoba, Antiochia, Kairó, Konstantinápoly vagy Durazzo az amalfi kereskedők mindenhol támaszpontokat tartottak fenn. Kivívták maguknak a külön jogot, hogy pénzváltókat, szövet- és posztóraktárakat létesítsenek Konstantinápolyban és saját negyedük is volt az Aranyszarv-öböl központjában.
Nagy hajózási tapasztalatuknak köszönhetően az amalfiaiak megalkották a Tabula Amalphitana-t, amely a világ első hajózási törvénykönyve és amellyel a rivális tengeri hatalmak elismerését is kivívták.
1013-ban Amalfi városának központját és területének közel felét egy hatalmas cunami pusztította el. A víz átszakította a kikötőt védő gátakat és romba döntötte a belváros lakóházait és a püspöki palotát. A lehorgonyzott hajókat a tenger hullámai a partra vetették. A kereskedelmi- és hadiflotta percek alatt megsemmisült.
A köztársaság hanyatlásának okát a történészek természeti és geopolitikai körülmények együttesével magyarázzák. Az 1013-as súlyos cunami jelentősen legyengítette haderejét, aminek következtében nem vett részt az első keresztes hadjáratokban és így kimaradt a Pisa, Genova és Velence által folytatott területszerzési versenyből. Velence nem nézte jó szemmel az amalfiak terjeszkedését az Aranyszarv-öbölben, ezért 1081-ben kereskedelmi szankciókat próbált életbe léptetni a köztársaság ellen. A Boszporusz kereskedelmi jogait azonban (Velence minden jellegű erőlködése ellenére) sikerült megtartania. Noha Velence pazar várost épített fel a kereskedelemből származó gazdagságból, Amalfinak sikerült felülmúlnia, hiszen jóval közelebb feküdt az észak-afrikai és közel-keleti kereskedelmi gócpontokhoz.
A kicsiny köztársaságot 1034-ben a Capuai Hercegség, majd 1039-ben a Salernói Hercegség hódította meg, 1073-ban pedig Robert Guiscard normann csapatai. A város lakossága többször is sikertelenül fellázadt a normannok ellen. Az utolsó dózsét 1100-ban űzték el. A pisai flotta 1135-ben súlyos támadást mért a városra, amelynek során a belváros házainak többsége leégett. Ez a támadás jelentette az Amalfi Köztársaság végét.

## Amalfi uralkodói

### Praefectusok
- 839-860 Marinus
- 860 I. Sergius
- 860 Maurus
- 866-c.870 Marinus, másodszor
- 866-879 Pulcharius
- 879-898 Stephanus
- 898-914 I. Manso

### Patríciusok
- 914-953 I. Mastalus
- 953-957 II. Mastalus

### Dózsék
- 957-958 II. Mastalus
- 958-966 II. Sergius
- 966-1004 I. Manso (981-983 között Salerno hercege)
- 1004-1007 I. János
- 1007-1028 II. Sergius
- 1028-1029 II. Manso, közösen anyjával Máriával
- 1029-1034 II. János
- 1034-1038 II. Manso, másodszor, ismét anyjával közösen
- 1038-1039 II. János, másodszor
- 1039-1052 IV. Guaimar (1027-1052 között Salerno hercege)
  - 1043-1052 II. Manso, harmadszor
  - 1047-1052 III. Guaimar
- 1052-1069 II. János, harmadszor
- 1069-1073 III. Sergius
- 1073 III. János